# Armée de Savoie

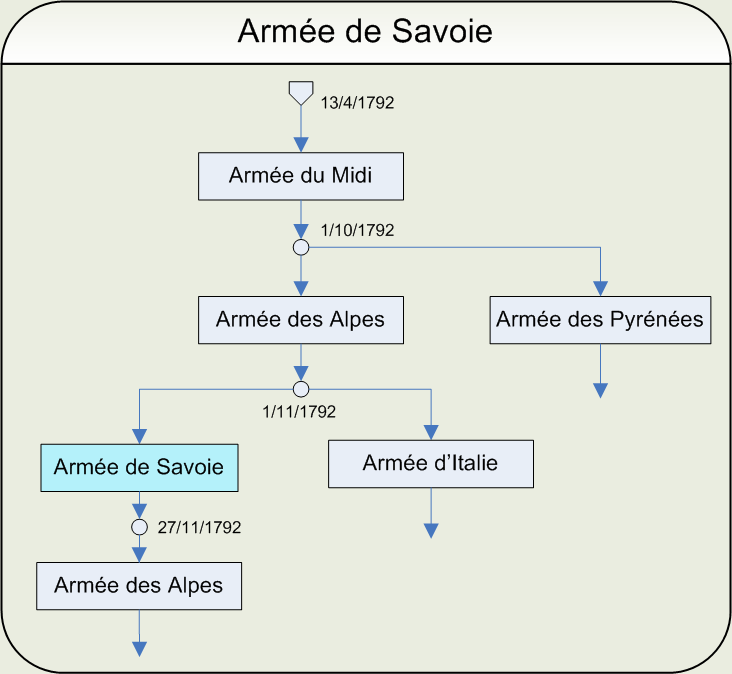
Évolution de l'armée de Savoie

L’armée de Savoie est une des armées de la Révolution. Elle eut une existence éphémère, puisqu'elle n'exista que pendant le mois de novembre 1792. Ce ne fut qu'un changement de dénomination, puisqu'il n'y eut aucune rupture ni modification du commandement lors de sa création et de sa disparition.

## Création et évolution
- Cette armée est créée par arrêté du Conseil exécutif du 1er novembre 1792 séparant l'armée des Alpes en armée de Savoie et armée d'Italie
- Elle reprit la dénomination d'armée des Alpes par suite des décrets des 27 et 29 novembre 1792, portant réunion de la Savoie à la République française sous le nom de département du Mont-Blanc.

## Généraux
Armée des Alpes
- du 8 octobre au 6 novembre 1792 : général de Montesquiou-Fézensac

Armée de Savoie
- du 7 au 13 novembre 1792 : général de Montesquiou-Fézensac
- du 13 novembre au 4 décembre, par intérim : général d'Ornac

Armée des Alpes
- du 5 au 24 décembre 1792, par intérim : général d'Ornac

## Sources
- Chef d'escadron d'état-major Charles Clerget, Tableaux des armées françaises pendant les guerres de la Révolution, sous la direction de la section historique de l'état-major de l'armée, librairie militaire R. Chapelot, Paris, 1905.